# ソーダズリング
ソーダズリング（欧字名:So Dazzling、2020年3月30日 - ）は、日本の競走馬。2024年の京都牝馬ステークスの勝ち馬である。
馬名の意味は、とても眩しい。

## 戦績

### 3歳（2023年）
2023年2月12日、阪神競馬場第5レースの3歳未勝利戦（芝1800m）で武豊を背にデビュー。直線で末脚を見せたが、ハナ差届かず2着。3月19日の3歳未勝利戦では、稍重の馬場ではあったが前方をまとめて交わし初勝利。
次走は初の重賞競走挑戦にフローラステークス（GII）を選択。鞍上には戸崎圭太を迎えた。前方で追走するが、ゴールデンハインドに逃げ切られ2着となった。優駿牝馬（GI）への出走優先権を獲得したため、GI初挑戦の舞台に選択。鞍上は武豊に戻した。後方から前団を追ったが、8着入線。
次戦はローズステークス（GII）に出走。折り合いを欠く状態で前方を追走し、直線では脚を発揮できずに後方から他馬に抜かれ8着。
10月22日の3勝クラス・三年坂Sは中団を追走し、直線では追い比べを制して2勝目を挙げた。次戦はターコイズステークス（GIII）に参戦。差足伸ばしたが、4着に敗退した。

### 4歳（2024年）
4歳緒戦は、2月17日の京都牝馬ステークス（GIII）から始動。中団を追走しレースを進め、直線では鞍上の鞭に反応し末脚発揮。後方からナムラクレアに強襲され接戦となったが、クビ差粘り重賞初制覇を飾った。

## 競走成績
以下の内容は、JBISサーチおよびnetkeiba.comの情報に基づく。
| 競走日     | 競馬場 | 競走名        | 格   | 距離（馬場）  | 頭 数 | 枠 番 | 馬 番 | オッズ （人気） | 着順 | タイム （上り3F） | 着差 | 騎手      | 斤量 [kg] | 1着馬（2着馬）         | 馬体重 [kg] |
| ---------- | ------ | ------------- | ---- | ------------- | ----- | ----- | ----- | --------------- | ---- | ----------------- | ---- | --------- | --------- | ---------------------- | ----------- |
| 2023.02.12 | 阪神   | 3歳未勝利     |      | 芝1800m（良） | 10    | 5     | 5     | 003.40（1人）   | 02着 | R1:47.8（33.7）   | -0.0 | 0武豊     | 54        | マンデヴィラ           | 472         |
| 0000.03.19 | 阪神   | 3歳未勝利     |      | 芝1800m（稍） | 17    | 5     | 9     | 001.80（1人）   | 01着 | R1:47.4（34.1）   | -0.4 | 0武豊     | 54        | （エルトンバローズ）   | 470         |
| 0000.04.23 | 東京   | フローラS     | GII  | 芝2000m（良） | 15    | 2     | 2     | 003.50（1人）   | 02着 | R1:59.1（34.0）   | -0.2 | 0戸崎圭太 | 54        | ゴールデンハインド     | 470         |
| 0000.05.21 | 東京   | 優駿牝馬      | GI   | 芝2400m（良） | 18    | 5     | 10    | 018.90（5人）   | 08着 | R2:25.0（35.3）   | -1.9 | 0武豊     | 55        | リバティアイランド     | 470         |
| 0000.09.17 | 阪神   | ローズS       | GII  | 芝1800m（良） | 17    | 1     | 2     | 005.70（3人）   | 08着 | R1:44.1（34.6）   | -1.1 | 0武豊     | 54        | マスクトディーヴァ     | 474         |
| 0000.10.22 | 京都   | 三年坂S       | 3勝  | 芝1600m（良） | 13    | 8     | 13    | 004.20（2人）   | 01着 | R1:33.7（32.8）   | -0.0 | 0武豊     | 54        | （モズゴールドバレル） | 474         |
| 0000.12.16 | 中山   | ターコイズS   | GIII | 芝1600m（良） | 16    | 6     | 12    | 007.30（4人）   | 04着 | R1:33.0（34.0）   | -0.3 | 0武豊     | 53        | フィアスプライド       | 468         |
| 2024.02.17 | 京都   | 京都牝馬S     | GIII | 芝1400m（良） | 18    | 7     | 15    | 003.80（2人）   | 01着 | R1:20.3（33.9）   | -0.0 | 0武豊     | 55        | （ナムラクレア）       | 472         |
| 0000.03.24 | 中京   | 高松宮記念    | GI   | 芝1200m（重） | 18    | 4     | 8     | 012.30（7人）   | 14着 | R1:10.6（34.8）   | -1.7 | 0武豊     | 56        | マッドクール           | 472         |
| 0000.12.21 | 京都   | 阪神C         | GII  | 芝1400m（良） | 18    | 1     | 1     | 034.0（11人）   | 06着 | R1:20.4（33.6）   | -0.3 | 0鮫島克駿 | 56        | ナムラクレア           | 478         |
| 2025.02.22 | 京都   | 阪急杯        | GIII | 芝1400m（良） | 18    | 7     | 13    | 004.90（3人）   | 03着 | R1:21.9（34.3）   | -0.2 | 0浜中俊   | 55        | カンチェンジュンガ     | 472         |
| 0000.04.12 | 阪神   | 阪神牝馬S     | GII  | 芝1600m（良） | 14    | 3     | 4     | 009.70（5人）   | 06着 | R1:33.1（33.3）   | -0.3 | 0坂井瑠星 | 55        | サフィラ               | 468         |
| 0000.05.18 | 東京   | ヴィクトリアM | GI   | 芝1600m（良） | 17    | 7     | 15    | 043.6（12人）   | 17着 | R1:33.3（35.3）   | -1.2 | 0坂井瑠星 | 56        | アスコリピチェーノ     | 470         |

- 競走成績は2025年5月18日現在

## 血統表
| ソーダズリングの血統      | ソーダズリングの血統                                 | ソーダズリングの血統                   | （血統表の出典）                       | （血統表の出典） |
| 父系                      | サンデーサイレンス系（ヘイロー系）                   | サンデーサイレンス系（ヘイロー系）     | サンデーサイレンス系（ヘイロー系）     | [ § 2 ]          |
| 父 ハーツクライ 2001 鹿毛 | 父の父*サンデーサイレンス Sunday Silence 1986 青鹿毛 | Halo                                   | Hail to Reason                         | Hail to Reason   |
| 父 ハーツクライ 2001 鹿毛 | 父の父*サンデーサイレンス Sunday Silence 1986 青鹿毛 | Halo                                   | Cosmah                                 |                  |
| 父 ハーツクライ 2001 鹿毛 | 父の父*サンデーサイレンス Sunday Silence 1986 青鹿毛 | Wishing Well                           | Understanding                          | Understanding    |
| 父 ハーツクライ 2001 鹿毛 | 父の父*サンデーサイレンス Sunday Silence 1986 青鹿毛 | Wishing Well                           | Mountain Flower                        |                  |
| 父 ハーツクライ 2001 鹿毛 | 父の母アイリッシュダンス 1990 鹿毛                   | *トニービン                            | *カンパラ                              | *カンパラ        |
| 父 ハーツクライ 2001 鹿毛 | 父の母アイリッシュダンス 1990 鹿毛                   | *トニービン                            | Severn Bridge                          |                  |
| 父 ハーツクライ 2001 鹿毛 | 父の母アイリッシュダンス 1990 鹿毛                   | *ビューパーダンス                      | Lyphard                                | Lyphard          |
| 父 ハーツクライ 2001 鹿毛 | 父の母アイリッシュダンス 1990 鹿毛                   | *ビューパーダンス                      | My Bupers                              |                  |
| 母 ソーマジック 2005 鹿毛 | 母の父シンボリクリスエス 1999 黒鹿毛                 | Kris S.                                | Robert                                 | Robert           |
| 母 ソーマジック 2005 鹿毛 | 母の父シンボリクリスエス 1999 黒鹿毛                 | Kris S.                                | Sharp Queen                            |                  |
| 母 ソーマジック 2005 鹿毛 | 母の父シンボリクリスエス 1999 黒鹿毛                 | Tee Kay                                | Gold Meridian                          | Gold Meridian    |
| 母 ソーマジック 2005 鹿毛 | 母の父シンボリクリスエス 1999 黒鹿毛                 | Tee Kay                                | Tri Argo                               |                  |
| 母 ソーマジック 2005 鹿毛 | 母の母*スーア Xua 1997 鹿毛                          | Fairy King                             | Northern Dancer                        | Northern Dancer  |
| 母 ソーマジック 2005 鹿毛 | 母の母*スーア Xua 1997 鹿毛                          | Fairy King                             | Fairy Bridge                           |                  |
| 母 ソーマジック 2005 鹿毛 | 母の母*スーア Xua 1997 鹿毛                          | Bold Starlet                           | Precocious                             | Precocious       |
| 母 ソーマジック 2005 鹿毛 | 母の母*スーア Xua 1997 鹿毛                          | Bold Starlet                           | Cadasi                                 |                  |
| 母系(F-No.)               | スーア(IRE)系(FN:16-f)                               | スーア(IRE)系(FN:16-f)                 | スーア(IRE)系(FN:16-f)                 | [ § 3 ]          |
| 5代内の近親交配           | Hail to Reason 4×5 Northern Dancer 5×4               | Hail to Reason 4×5 Northern Dancer 5×4 | Hail to Reason 4×5 Northern Dancer 5×4 | [ § 4 ]          |
| 出典                      | 1. 2. 3. 4.                                          | 1. 2. 3. 4.                            | 1. 2. 3. 4.                            | 1. 2. 3. 4.      |

- 母ソーマジックは2008年アネモネステークスの勝ち馬で同年の桜花賞3着馬。
- 半姉マジックキャッスル（父ディープインパクト）は2021年愛知杯勝ち馬。
- 半兄ソーヴァリアント（父オルフェーヴル）は2021年・2022年チャレンジカップ勝ち馬。
- 5代母Beau Darlingを祖とする牝系からは、他にドナブリーニ、ドナウブルー、ジェンティルドンナ、ジェラルディーナ、ロジャーバローズなどの活躍馬が出ている。